# Torneo de la División I de Baloncesto Masculino de la NCAA de 1941
El Torneo de la División I de Baloncesto Masculino de la NCAA de 1941 fue el tercero que se celebró para determinar el Campeón de la División I de la NCAA. Llegaron 8 equipos a la fase final, disputándose el partido por el campeonato en el Municipal Auditorium en Kansas City, Misuri.
Los ganadores fueron el equipo de la Universidad de Wisconsin, que derrotaron en la final a la Universidad Estatal de Washington.

## Equipos
| East Regional - Indianápolis | East Regional - Indianápolis | East Regional - Indianápolis | East Regional - Indianápolis |
| Universidad                  | Entrenador                   | Conferencia                  | Récord                       |
| ---------------------------- | ---------------------------- | ---------------------------- | ---------------------------- |
| Dartmouth                    | Osborne Cowles               | EIBL                         | 18-4                         |
| North Carolina               | Bill Lange                   | Southern                     | 19-7                         |
| Pittsburgh                   | Doc Carlson                  | Independiente                | 12-5                         |
| Wisconsin                    | Bud Foster                   | Big Ten                      | 17-3                         |

| West Regional - Kansas City | West Regional - Kansas City | West Regional - Kansas City | West Regional - Kansas City |
| Universidad                 | Entrenador                  | Conferencia                 | Récord                      |
| --------------------------- | --------------------------- | --------------------------- | --------------------------- |
| Arkansas                    | Glen Rose                   | Southwest                   | 19-2                        |
| Creighton                   | Eddie Hickey                | Missouri Valley             | 17-6                        |
| Washington State            | Jack Friel                  | Pacific Coast               | 24-5                        |
| Wyoming                     | Everett Shelton             | Mountain States             | 14-4                        |

## Fase final
|  | Cuartos de final | Cuartos de final | Cuartos de final |                  |           | Semifinales | Semifinales | Semifinales |    |  | Final | Final | Final |  |
|  |                  |                  |                  |                  |           |             |             |             |    |  |       |       |       |  |
|  |                  |                  |                  |                  |           |             |             |             |    |  |       |       |       |  |
|  |                  | Wisconsin        | 51               |                  |           |             |             |             |    |  |       |       |       |  |
|  |                  |                  |                  |                  |           |             |             |             |    |  |       |       |       |  |
|  |                  | Dartmouth        | 50               |                  |           |             |             |             |    |  |       |       |       |  |
|  |                  | Dartmouth        | 50               |                  | Wisconsin | 36          |             |             |    |  |       |       |       |  |
|  |                  |                  |                  |                  | Wisconsin | 36          |             |             |    |  |       |       |       |  |
|  |                  |                  |                  | Pittsburgh       | 30        |             |             |             |    |  |       |       |       |  |
|  |                  | Pittsburgh       | 26               | Pittsburgh       | 30        |             |             |             |    |  |       |       |       |  |
|  |                  |                  |                  |                  |           |             |             |             |    |  |       |       |       |  |
|  |                  | North Carolina   | 20               |                  |           |             |             |             |    |  |       |       |       |  |
|  |                  |                  |                  |                  |           |             |             | Wisconsin   | 39 |  |       |       |       |  |
|  |                  |                  |                  |                  |           |             |             |             | 39 |  |       |       |       |  |
|  |                  |                  |                  | Washington State | 34        |             |             |             |    |  |       |       |       |  |
|  |                  | Arkansas         | 52               | Washington State | 34        |             |             |             |    |  |       |       |       |  |
|  |                  |                  |                  |                  |           |             |             |             |    |  |       |       |       |  |
|  |                  | Wyoming          | 40               |                  |           |             |             |             |    |  |       |       |       |  |
|  |                  | Wyoming          | 40               |                  | Arkansas  | 53          |             |             |    |  |       |       |       |  |
|  |                  |                  |                  |                  | Arkansas  | 53          |             |             |    |  |       |       |       |  |
|  |                  |                  |                  | Washington State | 64        |             |             |             |    |  |       |       |       |  |
|  |                  | Washington State | 48               | Washington State | 64        |             |             |             |    |  |       |       |       |  |
|  |                  |                  |                  |                  |           |             |             |             |    |  |       |       |       |  |
|  |                  | Creighton        | 39               |                  |           |             |             |             |    |  |       |       |       |  |
|  |                  |                  |                  |                  |           |             |             |             |    |  |       |       |       |  |
|  |                  |                  |                  |                  |           |             |             |             |    |  |       |       |       |  |

## Final
| 29 de marzo de 1941 | Wisconsin Badgers            | 39–34       | Washington State Cougars    | |  |
|                     | Parciales: 21-17, 18-17      |             |                             | |  |
|                     | Estadísticas Gene Englund 13 | Reporte Pts | Estadísticas 21 Kirk Gebert | Pabellón: Municipal Auditorium, Kansas City, Misuri Asistencia: 7.219 espectadores Árbitros: Wally Cameron, Bill Haarlow |  |

| Campeón de la NCAA 1941       |
| ----------------------------- |
| Wisconsin Badgers 1.er título |